# 吉列尔莫·巴雷拉
吉列尔莫·巴雷拉（西班牙語：Guillermo Varela Olivera，本地發音：[ɡiˈʃermo βaˈɾela oliˈβeɾa];1993年3月24日—）是乌拉圭职业足球运动员，司职右后卫，現效力於巴西足球甲級聯賽球隊法林明高，烏拉圭國家足球隊成員。曾是乌拉圭U-20国青队成員。

## 生平
巴雷拉出生于首都蒙得维的亚，受训于当地的乌拉圭豪门佩那罗尔，2011年6月第一次获得正式比赛机会。2013年6月，巴雷拉加盟英超曼联，成为曼联2013年夏季转会和新任主教练大卫·莫耶斯的第一笔正式签约，转会费未正式透露，但被外界估计为100万英镑。6月11日，巴雷拉與曼聯簽約5年。2014年9月，巴雷拉被外借至西甲豪門皇家马德里二隊皇家马德里卡斯蒂利亚足球俱乐部，借用期1年。他獲得更多上場機會，甚至被納入皇家马德里一隊歐聯名單，獲得28號球衣。巴雷拉在2月21日射進借用期的唯一入球，球賽最終以皇家马德里卡斯蒂利亚以4-0大勝巴拉卡爾多。2015年，巴雷拉被納入2015-16曼聯歐聯名單，並被獲派30號球衣。2015年12月5日，他為曼聯在英超形戰西汉姆联首次亮相，以後備身分入替帕迪·麦克奈尔。

## 外部連結
- 足球数据库：吉列尔莫·巴雷拉的球员统计数据